# Édouard Vuillard
Pour les articles homonymes, voir Vuillard.

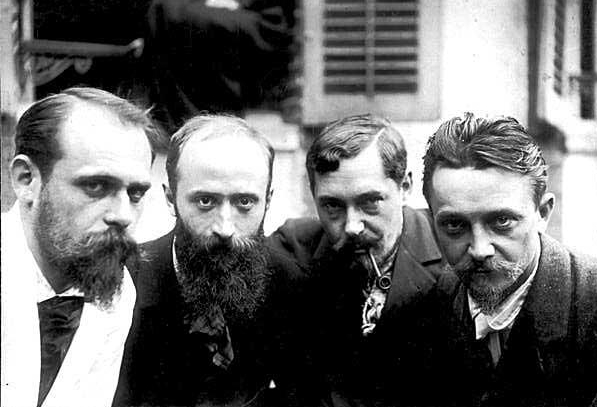
De gauche à droite : Ker-Xavier Roussel, Édouard Vuillard, Romain Coolus et Félix Vallotton vers 1897-1899, à Villeneuve-sur-Yonne photographié par Alfred Natanson.

Jean Édouard Vuillard né le 12 novembre 1868 à Cuiseaux (Saône-et-Loire) et mort à La Baule (Loire-Atlantique) le 21 juin 1940 est un peintre, dessinateur, graveur et illustrateur français.
Membre fondateur du mouvement nabi, il s'illustre dans la peinture de figure, de portrait, d'intérieur, de nature morte, de scène intimiste, de composition murale et de décor de théâtre.

## Biographie

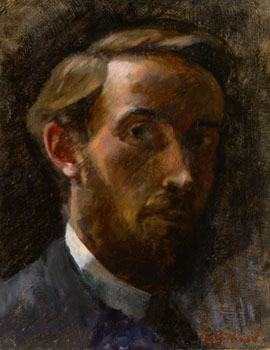
Autoportrait (1889), Washington, National Gallery of Art.

Édouard Vuillard est le fils de Joseph François Henri Vuillard et de son épouse, née Alexandrine Justinienne Marie Michaud. À sa naissance, son père était percepteur des contributions directes et sa mère sans emploi. Ses grands-parents étaient originaires du Haut-Jura du côté paternel, du Haut-Jura et de Paris du côté maternel.
Vuillard est élevé à Paris dans une famille modeste. Il fréquente le lycée Condorcet, où il rencontre Maurice Denis, Pierre Hermant, Ker-Xavier Roussel, Paul Sérusier et Pierre Veber. Son père meurt lorsqu'il a vingt ans et sa mère vit d'un peu de couture. Son frère aîné Alexandre entre dans la carrière militaire et quitte tôt le foyer familial. Édouard Vuillard est sous l'influence des femmes de sa famille : sa mère, sa grand-mère et sa sœur aînée, qui épousera plus tard son meilleur ami, le peintre Ker-Xavier Roussel. Édouard Vuillard restera très proche de sa mère jusqu'au décès de celle-ci survenu le 17 décembre 1928 en son domicile du 6 place Vintimillealors que le peintre avait soixante ans. En 1885, il quitte le lycée et rejoint Ker-Xavier Roussel, son ami le plus proche, au studio du peintre Diogène Maillart. Ils y reçoivent les rudiments de l'enseignement artistique. Vuillard commence alors à fréquenter le musée du Louvre et se décide à suivre une carrière artistique, cassant ainsi avec la tradition familiale qui le destinait à l'armée.
Au mois de mars 1886, il entre à l'Académie Julian, où il a pour professeur Tony Robert-Fleury. En juin 1887, à sa troisième tentative, il est admis à l'École des beaux-arts de Paris. L'année suivante, pendant six semaines, il a pour professeur Jean-Léon Gérôme. Pendant ses études, Vuillard s'intéresse aux natures mortes réalistes et aux intérieurs domestiques. Les artistes allemands du XVIIe siècle l'intéressent particulièrement.
Plus tard, Vuillard peint aussi de grands panneaux décoratifs représentant des paysages.
En 1889, Maurice Denis le convainc de se joindre à un petit groupe dissident de l'Académie Julian, qui réalise des œuvres empreintes de symbolisme et de spiritualité, et qui s'autoproclame « confrérie des nabis ». Paul Sérusier développe dans le groupe nabi un amour de la méthode synthétiste, qui repose sur la mémoire et l'imagination plus que sur l'observation directe. Vuillard, d'abord réticent à l'idée que le peintre ne cherche pas à reproduire de façon réaliste ce qu'il voit, finit, vers 1890, par s'essayer à ses premières œuvres synthétistes.
Jos Hessel est son marchand exclusif et son mécène dont l'épouse, Lucy, est son modèle favori, mais aussi sa maîtresse pendant de nombreuses années ; il la représente dans L'Allée en 1907. Dans l'entre-deux-guerres, le peintre séjourne souvent chez eux au château des Clayes (Yvelines). Le château et son parc lui furent une source d'inspiration pour de nombreuses œuvres (Sous-bois au printemps au château des Clayes, Le Parc du château des Clayes, etc.). Une place de la commune porte depuis son nom.
Pierre Bonnard en 1910 ébaucha son portrait de profil qui était conservé dans une collection Mellon en 1966, ainsi qu'un autoportrait de 1891.
Vuillard a représenté de nombreuses scènes d'intérieurs, notamment avec sa mère jusqu'à la mort de cette dernière en 1928. La douce atmosphère de ces scènes de la vie quotidienne, dont il fait un sujet de prédilection, le qualifient comme artiste « intimiste ». Il a cependant contesté trouver le plus d'inspiration dans ces « lieux familiers ». « Vuillard ne faisait jamais poser ses modèles, il les surprenait chez eux, dans le décor qui leur était familier. Sa mère remplissait une carafe, K. X. Roussel lisait un journal, la chanteuse était à son piano, l'homme d'affaires à sa table, les enfants à leurs jeux, et le peintre leur disait : « Ne bougez plus, restez comme ça ! ». Il faisait alors un croquis et, dans cette première vision, on pouvait retrouver tout le tableau. Certaines de ses œuvres exigeront des mois, voire des années de travail, mais une fois achevées elle conserveront la fraîcheur de la première vision » (Antoine Salomon).
Il est élu membre de l'Académie des beaux-arts en 1938. Début juin 1940, il tombe malade.
Ses amis Lucy et Jos Hessel, qui avaient décidé de quitter la capitale devant l'avancée des troupes allemandes, ne veulent pas le laisser seul à Paris et le transportent à La Baule où il meurt quelques semaines plus tard au Castel Marie-Louise. Il est inhumé à Paris, au cimetière des Batignolles (26e division).

## Décorateur

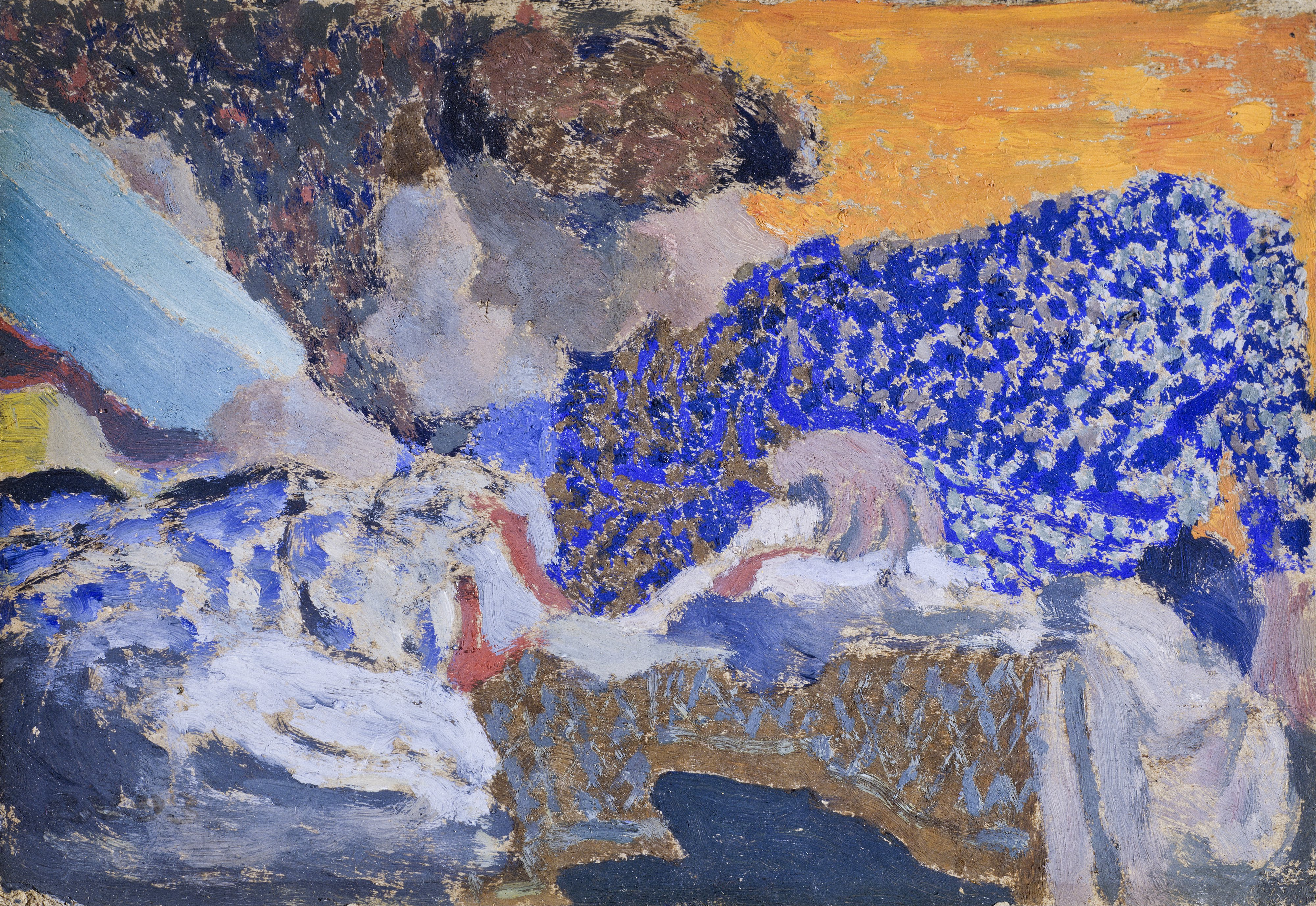
Deux ouvrières dans l'atelier de couture (1893), Édimbourg, Galerie nationale d'Écosse.

### Œuvres et projets décoratifs
Tout en peignant des peintures de format intimiste, Vuillard a créé de nombreux ensembles décoratifs de commande pour orner les appartements, les hôtels particuliers et les villas, surtout pour ses patrons-amis, les frères Natanson, créateurs de La Revue blanche. Cette création s’inscrit dans l’esprit nabi, basé sur l’esthétique d'Albert Aurier ou le mouvement de Arts & Crafts, qui a pour but d'abolir les frontières entre les arts majeurs et mineurs et de faire pénétrer l’art dans le cadre de la vie quotidienne.
- Paravent Desmarais, Les Couturières (1893) ;
- Châtaigniers : carton pour un vitrail Tiffany (1894-1895), détrempe sur carton marouflé sur toile, 109,8 × 69,8 cm, musée d'Art de Dallas ;
- Paravent de Stéphane Natanson. Figures dans un intérieur (1898) ;
- Assiettes décorées (1895), diamètre 24,5 cm.

### Panneaux décoratifs
Dans ses souvenirs, Jan Verkade, artiste nabi et futur moine-peintre, témoigne de l'enthousiasme partagé par des jeunes artistes vers le début de 1890 pour la peinture murale ou le panneau décoratif : « Plus de tableaux de chevalet ! À bas les meubles inutiles ! La peinture ne doit pas usurper une liberté qui l'isole des autres arts. Le travail de peintre commence quand l'architecte considère le sien comme terminé. » Intéressés plus par l'intégration de la peinture dans l'architecture que par le tableau de chevalet isolé, Vuillard et d'autres artistes nabis pratiquent de nombreuses décorations intérieures, dont le panneau décoratif.

#### Quelques panneaux décoratifs

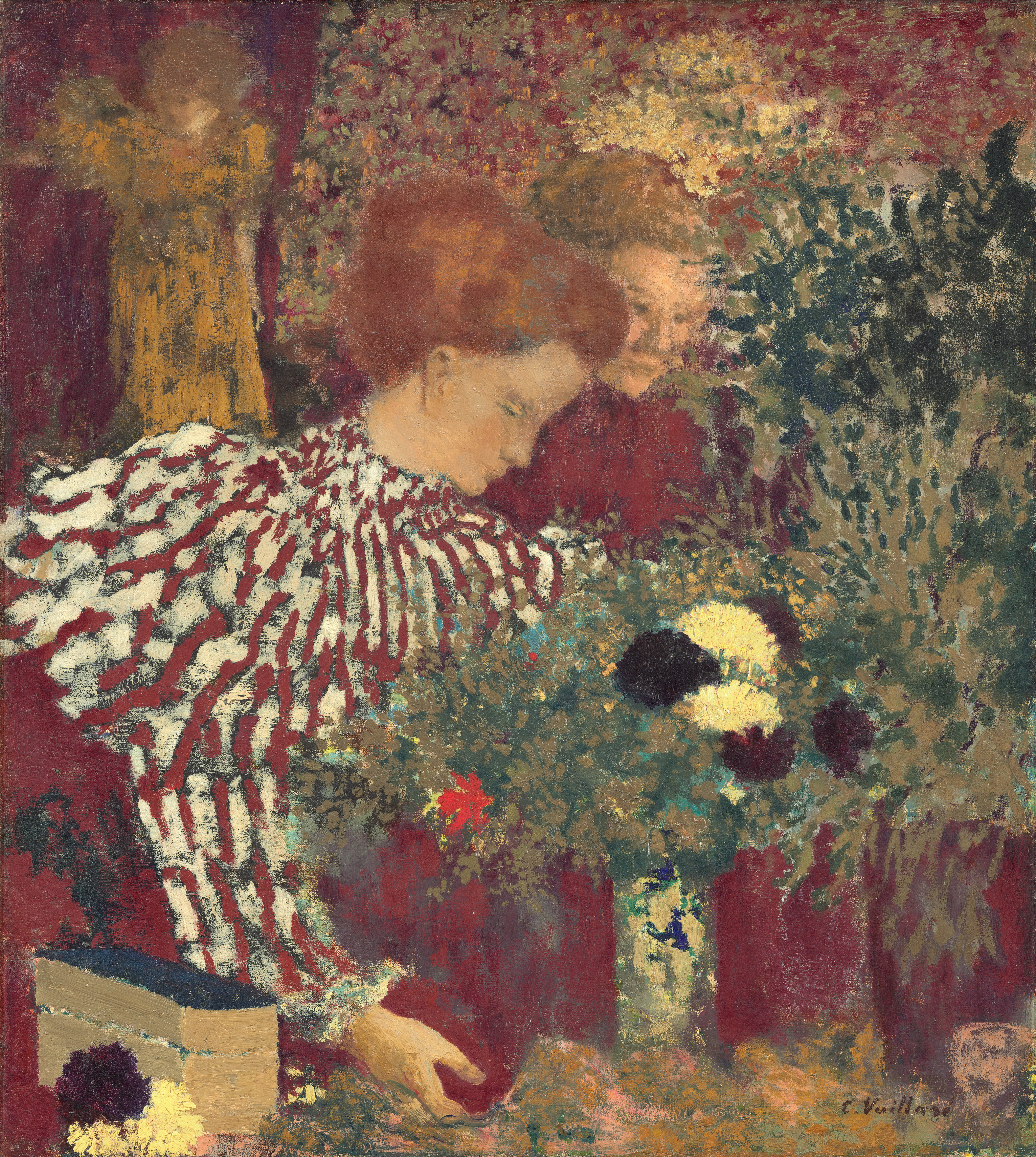
Le Corsage rayé (1895), huile sur toile, Washington, National Gallery of Art.

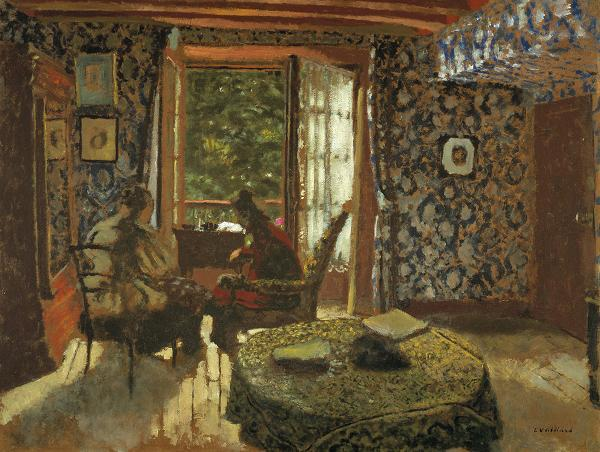
Intérieur. Madame Vuillard et Grand-Mère Roussel à L'Étang-la-Ville (1900-1901), huile sur carton, musée d'Art de Dallas.

Jardins publics (1894), détrempe sur toile.
Alexandre Natanson a commandé à Vuillard en 1893 cette suite de panneaux pour orner la salle à manger ou le salon de son hôtel particulier, situé au 60, avenue du Bois (actuel 74, avenue Foch) à Paris.
- Paris, musée d'Orsay :
  - Fillettes jouant (214 × 88 cm[17]) ;
  - L'Interrogatoire (214,5 × 92 cm[18]) ;
  - Les Nourrices (213,5 × 73 cm[19]) ;
  - La Conversation (213,5 × 154 cm[19]) ;
  - L'Ombrelle rouge (214 × 81 cm[19]).
- Houston, Museum of Fine Arts : La Promenade (214 × 98 cm[20]).
- Bruxelles, musées royaux des Beaux-Arts : Les Deux Écoliers (214 × 98 cm[21]).
- Cleveland, Cleveland Museum of Art : Sous les arbres (214,2 × 96,3 cm[22]).
- Collection Marlene et Spencer Hays : Les Premiers Pas (213,4 × 68,5 cm). Ce panneau a été présenté au musée d'Orsay à l'occasion d'une exposition consacrée à la collection du couple américain du 16 avril au 18 août 2013.

- Washington, National Gallery of Art : Le Corsage rayé (65,7 × 58,7 cm[23]);
- New York, Museum of Modern Art : La Tapisserie (177,7 × 65,6 cm[24]).
- Annenberg Collection : L'Album (67,8 × 204,5 cm).
- localisation inconnue :
  - Cinq panneaux pour Thadée Natanson, dits également L’Album (1895), huile sur toile. Vuillard a composé ces cinq panneaux pour le frère d'Alexandre Natanson, Thadée dont Misia Natanson Godebski était alors l'épouse. L'ensemble des panneaux a été exposé lors du premier Salon de l'Art nouveau chez Siegfried Bing, en 1895 et dispersé à Paris à l'hôtel Drouot, à la vente de la collection de Thadée Natanson en 1908.
  - La Table de toilette (65 × 119 cm)[réf. nécessaire];
  - Le Pot de grès (65 × 116 cm)[réf. nécessaire];

Personnages dans un intérieur, dit Panneaux Vaquez (1896), peinture à la colle sur toile.
Un amateur parisien, le docteur Louis Henri Vaquez, a commandé ces panneaux à Vuillard pour décorer la bibliothèque de son appartement, situé au 27, rue du Général-Foy à Paris.
- Paris, Petit Palais :
  - L'Intimité (212,5 × 154,5 cm) ;
  - La Musique (212,5 × 154 cm) ;
  - Le Choix des livres (212 × 77 cm) ;
  - Le Travail (212 × 77,3 cm).

Le Jardin du Relais à Villeneuve-sur-Yonne (1898), peinture à la colle.
Destinés à l'écrivain Claude Anet, pseudonyme de Jean Schopfer, ces deux panneaux présentent la scène de la maison de campagne de Thadée et Misia Natanson, « Les Relais », à Villeneuve-sur-Yonne, où le couple se plaisait à recevoir ses amis.

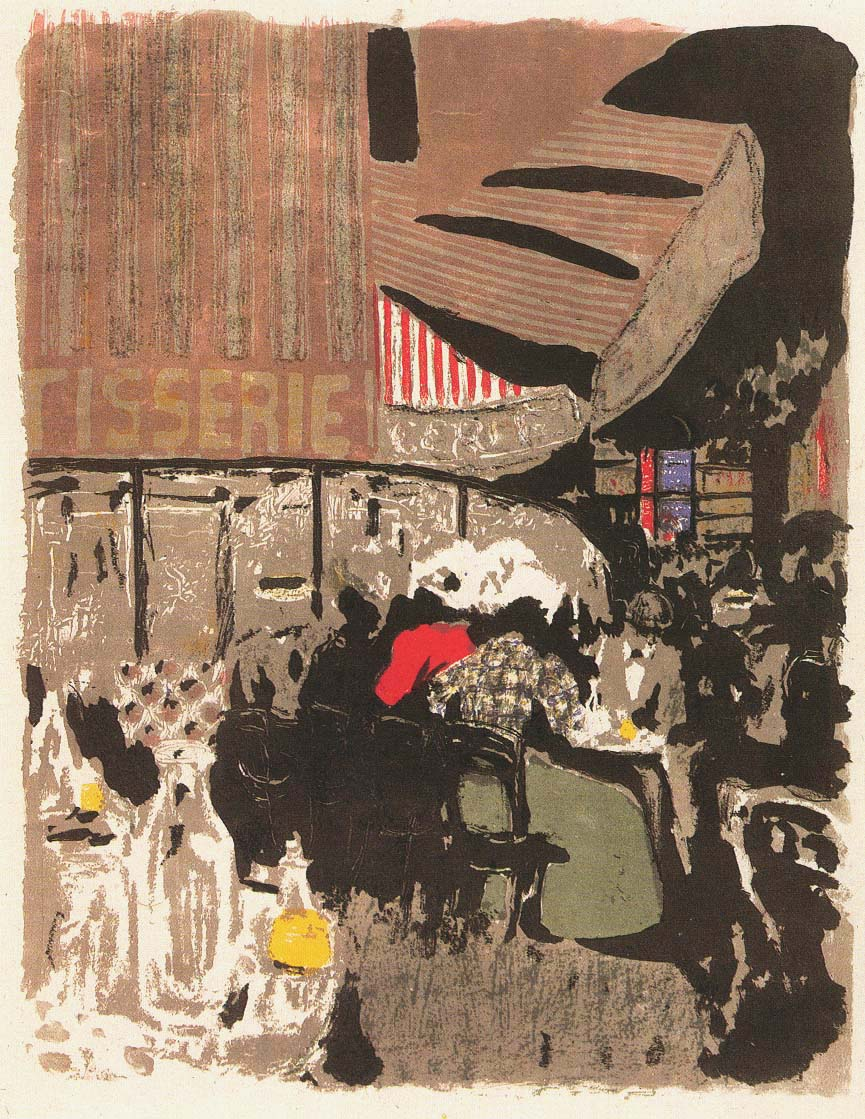
La Pâtisserie, lithographie de la série Paysages et Intérieurs (1899), Bonn, VG Bild-Kunst.

- localisation inconnue :
  - Devant la maison (212,7 × 160,9 cm)[26].
  - Dans le jardin (212,7 × 160,9 cm).

## Le graveur
Face à l'essor de la photographie, la fonction de la gravure devait être repensée. Elle allait au-delà de son rôle d'origine de reproduction d'œuvres d'art, tout en sollicitant la créativité et l'originalité de l'artiste qui la faisait. Puis la révolution de la technique de la lithographie en couleurs a facilité le développement de cet art graphique.
Vuillard a commencé à pratiquer la lithographie en noir à partir de 1893. Il a dessiné plusieurs illustrations pour des livres et des programmes théâtraux. En 1899, une belle suite des lithographies en couleurs, qui s'intitule Paysage et intérieurs, est publiée par un célèbre marchand d'art, Ambroise Vollard. Vuillard a aussi créé plusieurs eaux-fortes vers la fin de sa vie.

### Quelques œuvres lithographiques
- Les programmes lithographiés pour le théâtre de l'Œuvre[27].

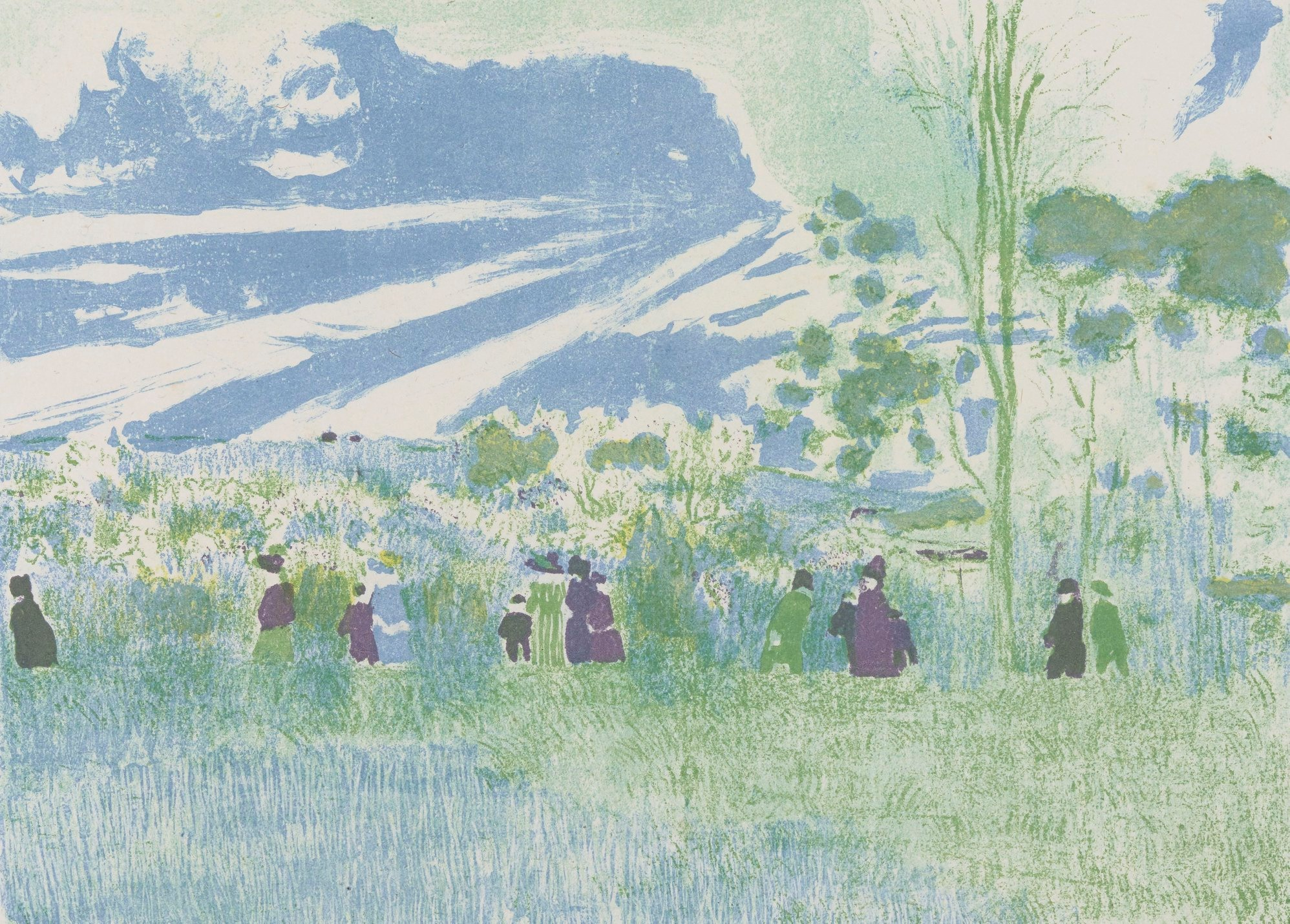
Paysages et intérieurs : À travers champs (1899), lithographie couleur,, Paris, Bibliothèque nationale de France.

- Paysages et intérieurs (album Vollard), suite de 12 lithographies en couleur, parue en 1899 chez Ambroise Vollard.
- Henry-Jean Laroche, Cuisine, illustré de 6 lithographies en noir d'Édouard Vuillard, Paris, Art et Métier Graphiques, 1935.
- Paris, 1937, ouvrage collectif, 62 lithographies par 62 artistes, dont Francis Carco, Faubourg Montmartre, lithographies d'Édouard Vuillard et André Dignimont, 500 exemplaires numérotés, Imprimerie Daragnès pour la ville de Paris, Exposition universelle de 1937.

## Autres œuvres

### Collections publiques
- États-Unis

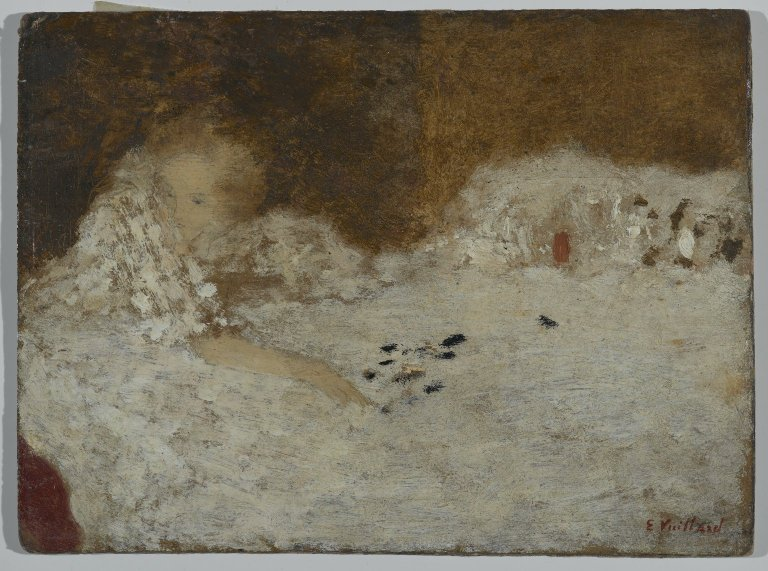
Jeune femme au lit (1894), huile sur toile,, New York, Brooklyn Museum.

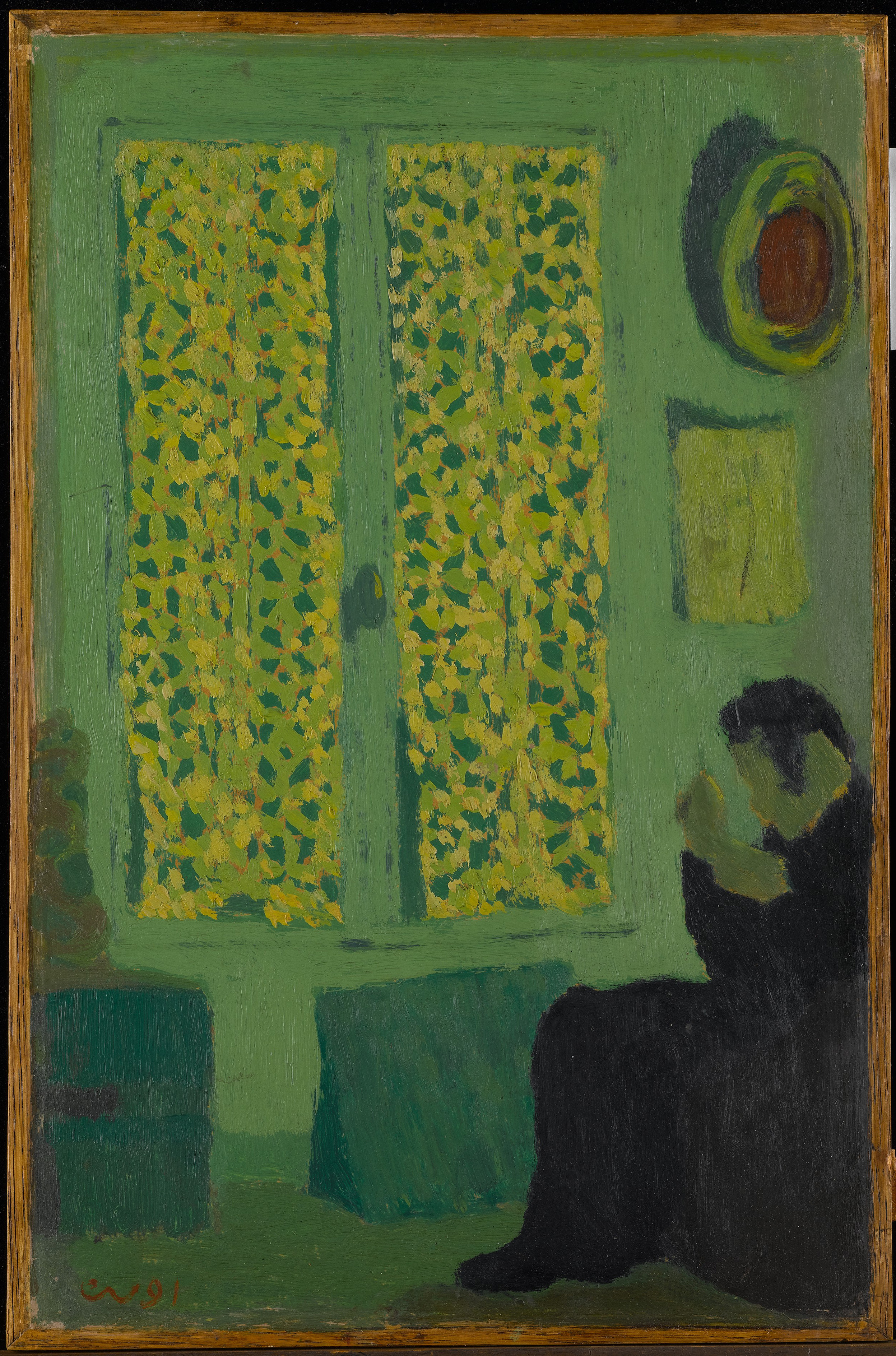
L'Intérieur vert (1891), huile sur toile,, New York, Metropolitan Museum of Art.

Portrait de Toulouse Lautrec, à Villeneuve-sur-Yonne, chez les Natanson, Albi, musée Toulouse-Lautrec.

  - Boston, musée des Beaux-Arts[28] : Roses dans un vase de verre (1919), huile sur toile (37,2 × 47 cm).
  - Dallas, musée d'art de Dallas :
    - Châtaigniers (carton pour un vitrail Tiffany) (1894-1895), détrempe sur carton marouflé sur toile (109,8 × 69,8 cm[29]) ;
    - Intérieur. Madame Vuillard et Grand-Mère Roussel à L'Étang-la-Ville (1900-1901), huile sur carton (53 × 70 cm[30]).

  - New York :
    - Brooklyn Museum : Jeune femme au lit.
    - Metropolitan Museum of Art :
      - Le Jardin de Vaucresson (1920, retouchée en 1926, 1935, 1936)[31] ;
      - L'Intérieur vert (1891)[32].

    - Musée juif de New York : Lucy Hessel lisant (1913).
    - Museum of Modern Art : Intérieur ou Mère et sœur de l'artiste (vers 1893), huile sur toile.

- France
  - Aix-les-Bains, musée Faure : Liseuse au buste.
  - Albi, musée Toulouse-Lautrec
    - Toulouse-Lautrec à Villeneuve-sur-Yonne (1898), peinture à l'huile sur carton (39 × 30 cm).
    - Femme au bouquet (1925), gouache sur carton

  - Le Havre, musée d'Art moderne André-Malraux : Enfants lisant ou Enfants lisant, Jacques et Annette Roussel (1906).
  - Lille, palais des Beaux-Arts : Portrait de Louis Loucheur.
  - Lyon :
    - musée des Beaux-Arts : Fleurs sur une cheminée aux Clayes.
    - Musées Gadagne : Portrait d'Abel Gaboriaud, 1938, huile sur toile.

  - Paris
    - musée d'Art moderne de la ville de Paris : Portrait de Maurice Denis (1932-1935).
    - musée d'Orsay :
      - Le Passeur (1897) ;
      - Déjeuner Hessel (1899) ;
      - Déjeuner du matin (1903) ;
      - Le Docteur Georges Viau dans son cabinet dentaire' (1914)

- - Reims, musée des Beaux-Arts de Reims : L'Essayage (vers 1892)
  - Saint-Tropez, musée de l'Annonciade : Deux femmes sous la lampe (1892), papier marouflé sur toile (37,5 × 45,5 cm).
  - Troyes, musée d'art moderne: L'Usine de guerre à Oullins, effet de soir (1917); L'Usine de guerre à Oullins, effet de jour (1917)

- Royaume-Uni
  - Northampton, Smith College Museum of Art : Le Prétendant ou  Intérieur à la table à ouvrage (1893), huile sur carton (31,7 × 36,4 cm).

- Russie
  - Saint-Pétersbourg, musée de l'Ermitage :
    - Madame Vuillard dans le salon (1893), huile sur carton (27,5 × 22,8 cm) ;
    - Madame Vuillard devant la cheminée (vers 1895), huile sur carton (29,5 × 23,5 cm[33]).

- Suisse

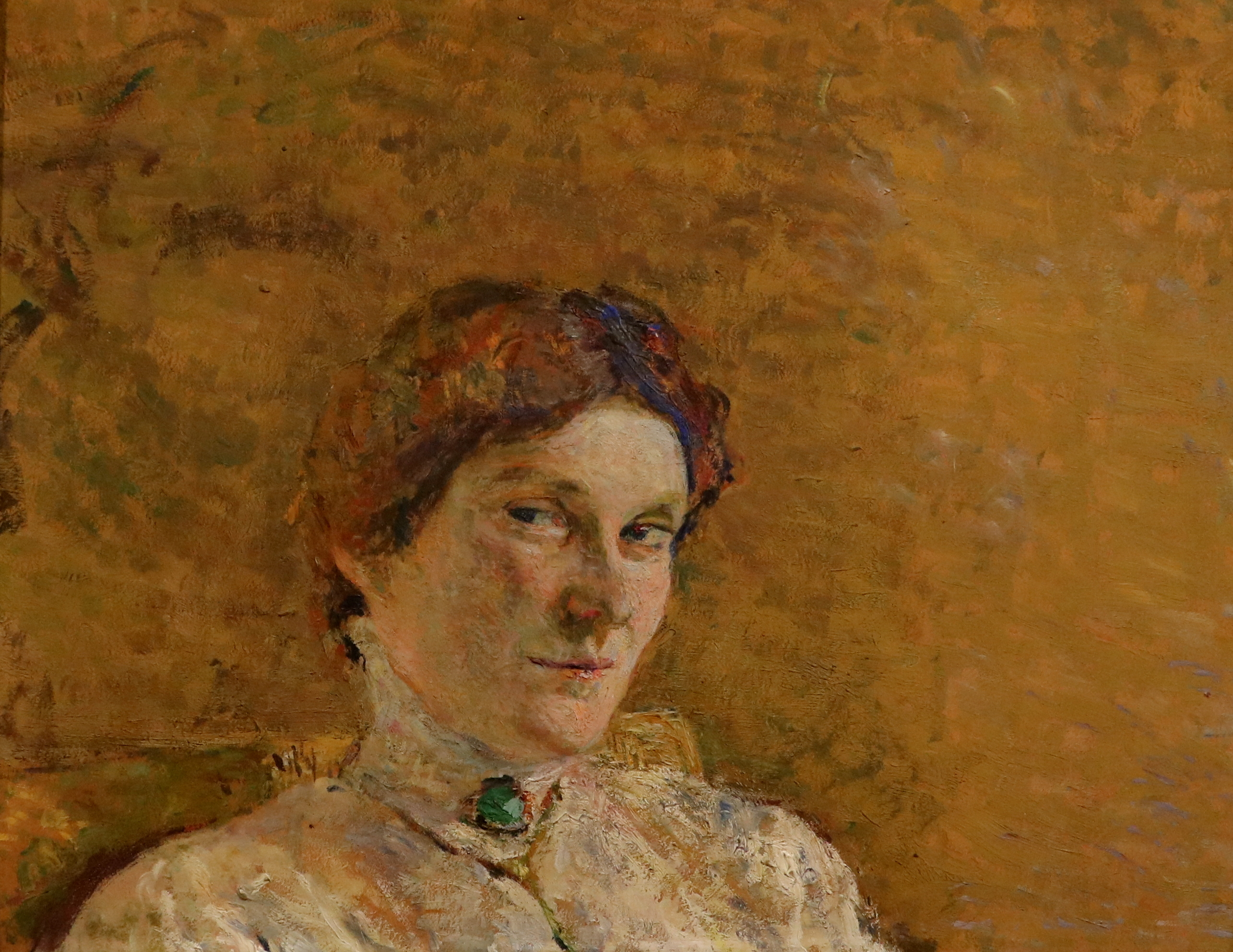
Portrait de l'actrice Suzanne Desprès (1908), huile sur carton, musée des Beaux-Arts de Caen.

  - Zurich, Kunsthaus Zürich : Le Grand Intérieur aux six personnages (1897), huile sur toile (90 × 194,5 cm).

### Collections privées
- Claude Roger-Marx, Cour en automne, huile sur toile, vers 1905[34].

### Localisation inconnue
- Devant la maison (1898)[26].

## Vuillard et le théâtre
Grâce à son amitié avec Lugné-Poe, qui fut l’un des grands réformateurs du monde théâtral de la fin du XIXe siècle et de la première moitié du XXe siècle, Vuillard s'est engagé dans la mise en scène du théâtre idéaliste, notamment dans les années 1890. Vuillard a partagé un atelier, situé au 28, rue Pigalle dans le 9e arrondissement de Paris, avec Lugné-Poe, Pierre Bonnard et Maurice Denis, dès le début des années 1890.
Il a accompagné Lugné-Poe aux répétitions du Conservatoire de Paris que ce dernier avait fréquenté, et à la Comédie-Française, où Lugné-Poe a essayé de trouver des protecteurs pour les jeunes amis peintres en montrant leurs œuvres aux acteurs. Vuillard a laissé quelques dessins et aquarelles qui représentent les acteurs (par exemple, Coquelin-Cadet) dans leurs rôles.
En 1890, Vuillard commence à collaborer avec les théâtres expérimentaux. Tout d’abord, il a dessiné un programme lithographié, en couleurs, de Monsieur Bute, pièce de Maurice Biollay (26 novembre 1890), pour le Théâtre-Libre d’André Antoine, auquel Lugné-Poe a participé comme acteur. Il a aussi fait des projets de programmes pour ce théâtre naturaliste, mais ils n’ont pas abouti à des programmes lithographiés.
Ensuite, il a participé au théâtre d’Art fondé en 1890 par un poète, Paul Fort. Alors que sa collaboration avec le Théâtre-Libre est restée assez limitée, Vuillard, ainsi que d’autres nabis, ont établi une plus profonde complicité entre ce théâtre idéaliste, soutenu par les intellectuels symbolistes, et les habitués du Café Voltaire, tels Édouard Dujardin, André Fontainas, Jean Moréas ou Alfred Valette, directeur du Mercure de France et époux de Rachilde (Marguerite Eymery). Vuillard a été sollicité, comme d’autres nabis, non seulement pour l’illustration de programmes, telle Le Concile féerique, pièce de Jules Laforgue, montée le 11 décembre 1891, et pour la création des décors et des costumes. Quelques dessins de sa main sont publiés dans la revue Livre d’Art dont Paul Fort est directeur et Remy de Gourmont rédacteur, qui paraît en mai 1892. Il réalise le décor de La Farce du pâté et de la tarte, dont Maurice Denis façonne les marionnettes et dessine les costumes que réalisent Marie Vuillard, sœur d'Édouard, et France Ranson, la femme de Paul Ranson qui, lui, illustre le programme.
L’originale et riche, mais courte expérience du théâtre d’Art, a été confiée au théâtre de l’Œuvre, dont les fondateurs sont Lugné-Poe, Camille Mauclair et Vuillard. Celui-ci a donné le nom « Œuvre » qu’il avait trouvé par hasard en tournant les pages d’un dictionnaire, et il est un des plus assidus collaborateurs de ce théâtre, notamment dans les premières saisons.
Vuillard a brossé le décor et a dessiné le programme pour Rosmersholm de Henrik Ibsen que Lugné-Poe appréciait : « Édouard Vuillard fut prestigieux d’invention économique, d’ingéniosité pour créer la décoration scénique et l’atmosphère ? Le décor du deuxième acte imprima à notre jeu de la distinction et de l’intimité. Pour la première fois, on jouait vraiment de l’Ibsen à Paris. Le drame fut présenté avec une très belle litho[graphie] de Vuillard, la première de la série des lithos-programmes dont “l’œuvre” eut à s’enorgueillir ». Mais les conditions dans lesquelles ont souvent été réalisés ces décors étaient précaires.
Parmi les autres dessinateurs de programmes de l’Œuvre, Vuillard en a créé le plus grand nombre, y compris ceux pour Un ennemi du peuple (1893), Solness le constructeur (1894) et Les Soutiens de la société (1896) d'Ibsen, Âmes solitaires (1893) de Gerhart Hauptmann, Au-dessus des forces humaines (1894 et 1897) de Björnstjerne Björnson, L'Image (1894) et La Vie muette (1894) de Maurice Beaubourg, La Gardienne (1894) de Henri de Régnier.

### Activités théâtrales
| Date          | Titre de la pièce                | Auteur de la pièce           | Lieu de représentation |
| ------------- | -------------------------------- | ---------------------------- | ---------------------- |
| 1891.05.20-21 | L'Intruse                        | M. Maeterlinck               | théâtre d'Art          |
| 1891.12.11    | Le Cantique des Cantiques        | adp. de P.-N. Roinard et al. | théâtre d'Art          |
| 1891.12.11    | Berthe aux grands pieds          | adp. d'A. Retté              | théâtre d'Art          |
| 1892.04.10    | Les Sept Princesses              | M. Maeterlinck               | théâtre des Pantins    |
| 1892.         | La Farce du pâté et de la tarte  | inconnu                      | inconnu                |
| 1893.11.08    | Rosmersholm                      | H. Ibsen                     | théâtre de l'Œuvre     |
| 1893.12.13    | Âmes solitaires                  | G. Hauptmann                 | théâtre de l'Œuvre     |
| 1894.04.03    | Solness le constructeur          | H. Ibsen                     | théâtre de l'Œuvre     |
| 1894.06.21    | La Gardienne                     | H. de Régnier                | théâtre de l'Œuvre     |
| 1896.02.12    | Salomé                           | O. Wilde                     | théâtre de l'Œuvre     |
| 1896.12.10    | Ubu roi                          | A. Jarry                     | théâtre de l'Œuvre     |
| 1897.01.26    | Au-delà des forces humaines (II) | B. Björnson                  | théâtre de l'Œuvre     |

### Programmes lithographiés par Vuillard
(titre de pièce, auteur de pièce, la date de représentation au théâtre)
Théâtre-Libre
- Monsieur Bute, de Maurice Biollay, montré le 26 novembre 1890. (La Belle Opération, de Jean Serment et  L'Amant de sa femme, d'Aurélien Scholl, ont été montrés le même jour.)

Théâtre d'Art
- Le Concile féerique, de Jules Laforgue, montré le 11 décembre 1891. Les Aveugles, de Maurice Maeterlinck, La Geste du roi, Théodat, de Remy de Gourmont, Le Cantique des cantiques, ont été montrés le même jour.)

Théâtre de l'Œuvre
- Rosmersholm d’Henrik Ibsen, montré le 6 octobre 1893.
- Un ennemi du peuple d'Henrik Ibsen, montré le 10 novembre 1893.
- Âmes solitaires de Gerhart Hauptmann, montré le 13 décembre 1893.
- Au-dessus des forces humaines de Björnstjerne Björnson, montré le 13 février 1894.
- L'Image de Maurice Beaubourg, montré le 27 février 1894. (La Nuit d'avril à Céos de Gabriel Trarieux a été montré le même jour.)
- Solness le constructeur d'Henrik Ibsen, montré le 3 avril 1894.
- La Gardienne de Henri de Régnier, montré le 21 juin 1894. (Frères, de Herman Bang et Créanciers, d'August Strindberg, ont été montrés le même jour.)
- La Vie muette de Maurice Beaubourg, montré le 27 novembre 1894.
- Les Soutiens de la société d'Henrik Ibsen, montré le 23 juin 1896.
- Au-delà des forces humaines (II) de Björnstjerne Björnson, montré le 26 janvier 1897.

#### Source primaire
- Antoine Terrasse, Correspondance Bonnard-Vuillard, Paris, Gallimard, 2001, 120 p.  (ISBN 978-2070760763).
- Lucien Taupenot, « Cuiseaux et ses peintres », revue Images de Saône-et-Loire, no 120, décembre 1999, p. 8-9.

#### Sources secondaires

##### Catalogues raisonnés
- Guy Cogeval et Antoine Salomon, Vuillard. Catalogue critique des peintures et pastels, Paris, Wildenstein, 2003 ((en) Vuillard: Critical Catalogue of Paintings and Pastels, Paris, Milan, Skira, 2003.)
- Claude Roger-Marx, L'Œuvre gravé de Vuillard, Monte-Carlo, André Sauret / Éditions du Livre, 1948. ((en) The Graphic Work of Edouard Vuillard, San Francisco, Alan Wofsy Fine Arts, 1990.)

##### Monographies: Vuillard et/ou Nabis
- André Chastel, Vuillard 1868-1940 (Paris, Floury, 1946);
- Guy Cogeval, Vuillard. Le temps détourné (Paris, Réunion des musées nationaux/ Gallimard, coll. « Découvertes Gallimard/Arts » (no 178), 1993. ((en) Vuillard: Post-Impressionist Master, New York, Harry N. Abrams, coll. « Abrams Discoveries », 2002);
- Claire Frèches-Thory et Antoine Terrasse, Les Nabis (Paris, Flammarion, vers 1990. ((en) The Nabis: Bonnard, Vuillard and Their Circle, Paris, Flammarion, 2002);
- Alyse Gaultier, L’ABCdaire de Vuillard (Paris, Flammarion, 2003);
- (en) Gloria Groom, Édouard Vuillard, Painter-Decorator: Patrons and Projects, 1892-1912(New Heaven and London, Yale University Press, 1993);
- Michel Makarius, Vuillard (Paris, Hazan, 1989);
- (en) Stewart Preston, Édouard Vuillard (New-York, Harry N. Abrams, coll. « The Library of Great Painters » (langue anglaise) et Paris, Nouvelles éditions françaises (langue française, 1971;
- Claude Roger-Marx, Vuillard et son temps, Paris, Éditions Arts et métiers graphiques, [vers 1945] 1946. ((en) Vuillard: His Life and Works (New6York, Éditions de la Maison française, 1946);
- Claude Roger-Marx, Vuillard (Paris, Éditions Arts et métiers graphiques, 1948);
- Jacques Salomon, Vuillard, Témoignage de Jacques Salomon(Paris, Albin Michel, 1945;
- (en) Belinda Thomson, Vuillard (Oxford, Phaidon, 1988).

##### Catalogues d'exposition
- Brown, Stephen, Edouard Vuillard: A Painter and His Muses, 1890-1940. New York, New Haven and London: Jewish Museum and Yale University Press, 2012.
- Vuillard, Paris, musée des arts décoratifs, 1938.
- John Russel, Edouard Vuillard 1868-1940, Toronto, Art Gallery of Ontario, 1971.
- (en) Elizabeth Easton, The Intimate Interiors of Edouard Vuillard, The Museum of Fine Arts, Huston / Washington, The Smithsonian Institution Press, 1989.
- Ann Dumas et Guy Cogeval, Vuillard, Paris, Flammarion, [vers 1990].
- Claire Frèches-Thory et Ursula Perucchi-Petri, Nabis. 1888-1900, Paris, Galeries nationales du Grand Palais, Réunion des musées nationaux, 1993. ((de) Die Nabis: Propheten der Moderne, Zürich, Kunsthaus, München, Prestel Verl.)
- Jean-Paul Monery et al., Édouard Vuillard. La porte entrebâillée, L’Annonciade, musée de Saint-Tropez / Musée cantonal des beaux-arts de Lausanne, [vers 2000].
- Gloria Groom, Beyond the Easel: Decorative Painting by Bonnard, Vuillard, Denis and Roussel, 1890-1930, Chicago, The Art Institute of Chicago / New Heaven and London, Yale University Press, 2001.
- Guy Cogeval, Édouard Vuillard, Paris, Réunion des musées nationaux, 2003. (Édouard Vuillard, New Haven and London, Yale University Press.)
- (de) Holger Jacob-Friesen et Astrid Reuter, Édouard Vuillard, Karlsruhe, Staatliche Kunsthalle, 2008.

##### Dictionnaires
- Emmanuel Bénézit, Dictionnaire critique et documentaire des peintres, sculpteurs, dessinateurs et graveurs de tous les temps et de tous les pays, vol. 14, Paris, Éditions Gründ, janvier 1999, 13440 p. (ISBN 2-7000-3024-9), p. 368-371.
- Jean-Pierre Delarge, Dictionnaire des arts plastiques modernes et contemporains, Éditions Gründ, 2001, 1 296 p.  (ISBN 978-2700030556).

##### Articles de presse
- François Fosca, « Médaillons artistiques - Édouard Vuillard », L'Amour de l'art, 1920, p. 127 (consulter en ligne).
- Germain Bazin, « Vuillard », L'Amour de l'art, n°1, janvier 1933, pp. 90-93 (consulter en ligne).
- Claude Roger-Marx, « Vuillard peintre de la vieillesse », L'Amour de l'art, vol.6, 1945, pp. 147-153 (consulter en ligne).
- George Besson, « Édouard Vuillard parmi ses œuvres », Les Lettres françaises, n°878, 1er juin 1961.

#### Iconographie
- Félix Vallotton, Édouard Vuillard dessinant à Honfleur (1902), huile sur carton, musée des beaux-arts de Montréal.